# Duan Qifeng
Pour les articles homonymes, voir Duan.
Duan Qifeng (né le 20 janvier 1973) est un athlète chinois, spécialiste du triple saut.

## Biographie
En 1998, il remporte la médaille d'or du triple saut des championnats d'Asieet des Jeux asiatiques de Bangkok. 

### Palmarès
| Date | Compétition                | Lieu         | Résultat | Épreuve     | Performance |
| ---- | -------------------------- | ------------ | -------- | ----------- | ----------- |
| 1998 | Championnats d'Asie        | Fukuoka      | 1er      | Triple saut | 16,79 m     |
| 1998 | Jeux asiatiques            | Bangkok      | 2e       | Triple saut | 16,98 m     |
| 1998 | Coupe du monde des nations | Johannesburg | 8e       | Triple saut | 14,09 m     |

### Records
| Épreuve     | Performance | Lieu  | Date             |
| ----------- | ----------- | ----- | ---------------- |
| Triple saut | 17,05 m     | Pékin | 6 septembre 1998 |